# Balthasaria mannii
Balthasaria mannii là một loài thực vật thuộc họ Theaceae. Đây là loài đặc hữu của São Tomé và Príncipe.